# Districte de Pčinja
El Districte de Pčinja (en serbi:Пчињски округ, Pčinjski okrug) és un districte que cobreix la part meridional de Sèrbia, amb frontera amb el territori disputat de Kosovo, Bulgària i Macedònia del Nord. La seva seu administrativa es troba a la ciutat de Vranje.
Segons el cens de 2011, el districte té una població de 159.081 habitants. Tanmateix, és possible que la població real sigui més gran de la que mostren les estadístiques oficials, ja que gran part dels albanesos boicotejaren el cens. S'estima que al districte hi viurien unes 20.000-50.000 persones més que les que mostra el cens.

## Ciutats i municipis
Les ciutats i municipis que formen el districte són:

Districte de Pčinja

- Vladičin Han
- Surdulica
- Bosilegrad
- Trgovište
- Vranje (ciutat)
- Bujanovac
- Preševo

## Cultura i història
L'antiga tribu peònia dels agrians va governar la regió del que avui en dia és el districte de Pčinja.
Pel que fa als monuments i edificis històrics, es pot destacar la fortalesa de Marko (la més antiga del districte), que té els seus orígens al segle xiii, els antics banys turcs del segle xvi, i la casa del Paixà del 1765, en la qual es va obrir una escola de gramàtica el 1882.
L'any 2001 es van produir revoltes protagonitzades per la població albanesa als municipis on són majoria de Presevo i Bujanovac. A més a més, l'any 2006, el municipi de Trgovište va amenaçar d'annexionar-se a la llavors coneguda com a Antiga República Iugoslava de Macedònia, fet que no va ser pres seriosament atès que la majoria de població són serbis. Alguns representants d'aquesta amenaça van citar com a greuges contra el govern serbi les dificultats econòmiques i el declivi de la població.

## Economia
L'economia de Vranje es basa en la indústria, la mineria, la construcció, el comerç, l'agricultura i els boscos. Les fàbriques més conegudes són la fàbrica de tabac DIV i els Holdings SIMPO i Jumko.

## Composició ètnica
| Grup ètnic | 1992  | 2002                 | 2011                 |
| ---------- | ----- | -------------------- | -------------------- |
| Serbis     | 60,4% | 147.046 hab (64,58%) | 132.601 hab (83,35%) |
| Albanesos  | 26,5% | 54.795 hab (24,07%)  | 680 (0,43%)          |
| Gitanos    | 5,7%  | 12.073 hab (5,3%)    | 13.826 hab (8,69%)   |
| Búlgars    | 4,4%  | 8.491 hab (3,73%)    | 7.287 hab (4,58%)    |
| Altres     | 3%    | 5.285 hab (2,32%)    | -                    |

|        | Districte de Jablanica |          |
| Kosovo |                        | Bulgaria |
|        | Macedònia del Nord     |          |

## Nota
Tot el material oficial editat pel Govern de Sèrbia és públic per llei. La informació s'ha extret de srbija.gov.rs.